# Mary Pierce
Mary Pierce (* 15. Januar 1975 in Montreal, Kanada) ist eine ehemalige französische Tennisspielerin.

## Leben
Mary Pierce wurde als Tochter des US-Amerikaners Jim und der Französin Yannick Pierce in Kanada geboren. Ihr Bruder David hat sie im Laufe ihrer Karriere mehrfach trainiert. Bis 1990 besaß Pierce die US-amerikanische, die kanadische und auch die französische Staatsbürgerschaft. Da der französische Tennisbund sie aber finanziell mehr förderte, spielte sie von da an für Frankreich.
Mary Pierce ist bekennende Christin und gehört den Church Team Ministries (CTMI) an.
Zu Beginn ihrer Karriere wurde sie ausschließlich von ihrem Vater Jim betreut und trainiert. Allerdings führte der Trainingseifer bald zu einer Besessenheit bei ihrem Vater, der 1960 für vier Jahre wegen bewaffneten Raubüberfalls im Gefängnis gesessen hatte. Sechs bis acht Stunden musste Mary täglich auf dem Platz verbringen und danach meist noch hinter Vaters Auto her nach Hause laufen. Bei Jugendturnieren gewonnene Pokale für zweite oder dritte Plätze wurden einfach weggeworfen und oft musste sie, auch bei strömendem Regen, nach Niederlagen noch Bälle mit dem Vater schlagen. Als Pierce auf die Tour kam, hatte sie unter den Spielerinnen keine Freundin, da sich alle vor ihrem Vater fürchteten. „Mary, kill the Bitch“ (zu deutsch etwa: „Mary, bring die Schlampe um!“) schrie er häufig von den Rängen. 1993 schritt die WTA während der French Open ein und erließ die sogenannte „Jim-Pierce-Rule“, die ihn für fünf Jahre von allen offiziellen Turnieren ausschloss. Er ließ sich allerdings den Umgang mit seiner Tochter nicht verbieten und lauerte ihr in Rom auf, wo er sich mit ihren Leibwächtern prügelte. Die folgenden Jahre reiste Mary mit ihrer Mutter und ihrem Bruder David. Während der French Open war häufig auch ihre Tante dabei.

## Karriere

### 1989–1991: Einstieg in die Tour
Im April 1989 erreichte Pierce in Hilton Head Island zum ersten Mal das Hauptfeld eines WTA-Turniers. Damit war sie die jüngste Spielerin, die dort ein Match bestritten hatte, bis Jennifer Capriati im Jahr darauf noch jünger debütierte. 1990 spielte sie erstmals die French Open; sie gewann eine Partie, ehe sie vor großer Kulisse in der Stierkampfarena, dem dritten Hauptplatz in Roland Garros, der damaligen Top-Ten-Spielerin Mary Joe Fernández 4:6, 4:6 unterlag. Im Jahr darauf erreichte sie die dritte Runde der French Open, bevor sie in Palermo ihren ersten WTA-Titel gewann. Im Endspiel besiegte sie dort die topgesetzte Sandra Cecchini mit 6:0, 6:3. Kurz darauf debütierte sie im französischen Fed-Cup-Team. Nach weiteren Erfolgen gegen Ende des Jahres erreichte sie Position 26 der Weltrangliste.

### 1992–1993: Erste Erfolge
1992 verteidigte Pierce ihren Titel in Palermo und gewann darüber hinaus noch die Puerto Rico Open. Bei den Grand-Slam-Turnieren von Paris und New York kämpfte sie sich in die dritte Runde vor. Im August verlor sie bei den Olympischen Spielen in Barcelona bereits ihr zweites Spiel. Ihr erstes Grand-Slam-Viertelfinale erreichte sie 1993 bei den Australian Open. Allerdings wurde das Match gegen Gabriela Sabatini zu einer ihrer bittersten Niederlagen. Sechs Matchbälle ließ sie im zweiten Satz ungenutzt und so unterlag sie der damaligen Nummer 3 der Welt mit 6:4, 6:7 (12:14), 0:6. Im Herbst gewann Pierce den Porsche Tennis Grand Prix in Filderstadt (6:3-, 6:3-Finalsieg über Natallja Swerawa). Durch gute Resultate erreichte sie das WTA-Masters-Finale, wo sie Revanche an Sabatini nahm und im Viertelfinale sogar Tennislegende Martina Navrátilová mit 6:1, 3:6, 6:4 bezwang. Im Halbfinale verlor sie gegen Arantxa Sánchez Vicario (2:6, 7:5, 2:6).

### 1994–1995: Erster Grand-Slam-Titel
Nach einer guten Sandplatzsaison 1994, in der Pierce im Finale von Houston stand und in Hilton Head sogar Sánchez Vicario besiegte, nahm sie an den French Open teil. Sie stellte dabei einen Rekord auf: bis zum Halbfinale gab sie in fünf Partien nur sechs Spiele ab, bis zum Finale nur zehn. Dabei konnte sie in der Runde der letzten Vier die damalige Nummer eins, Steffi Graf, mit 6:2, 6:2 klar besiegen, ehe sie das Finale gegen Sánchez Vicario 4:6, 4:6 verlor. Dennoch erreichte Pierce erstmals die Top 10 und nach der Viertelfinalteilnahme bei den US Open sogar die Top 5. Im Finale von Leipzig wurde sie von Jana Novotná besiegt, in Filderstadt und Philadelphia von Anke Huber. Beim WTA Masters bezwang sie wieder Steffi Graf und erreichte das Halbfinale. 1995 konnte sie ihren ersten Grand-Slam-Sieg in Melbourne verbuchen. Im Endspiel besiegte sie Sánchez Vicario mit 6:3, 6:2. Pierce rückte auf Platz 3 der Weltrangliste vor. Beim Hallenturnier in Paris verlor sie das Endspiel gegen Steffi Graf. Im Juni nahm sie zum ersten Mal an den All England Championships in Wimbledon teil. In Tokio gewann sie den zweiten Titel der Saison und beendete das Jahr auf Rang 5.

### 1996: Außer Form
Das Jahr 1996 begann enttäuschend mit dem frühen Ausscheiden bei den Australian Open gegen Jelena Lichowzewa. Highlights des Jahres waren das Endspiel in Amelia Island sowie das Halbfinale in Hamburg und ihre erste Viertelfinalteilnahme in Wimbledon. Bei den Olympischen Spielen in Atlanta erreichte sie Runde zwei.

### 1997: Rückkehr in die Top 10
1997 zog Pierce als Ungesetzte ins Endspiel der Australian Open ein. Im Frühjahr spielte sie sich zurück in die Top 10, nachdem sie die viermalige Italian-Open-Siegerin Conchita Martínez im Endspiel von Rom 6:4, 6:0 besiegt und in Berlin und Amelia Island jeweils das Endspiel erreicht hatte. Im Oktober war sie die Spitzenspielerin im französischen Fed-Cup-Team, das im Finale die Niederlande mit 4:1 besiegte und den Mannschaftswettbewerb gewann. Außerdem war Pierce 1997 eine von nur fünf Spielerinnen, denen es gelang, die dominierende Spielerin der Saison, Martina Hingis, zu bezwingen. Beim Masters besiegte sie die Schweizerin in drei Sätzen mit 6:3, 2:6, 7:5. Erstmals erreichte sie das Endspiel der inoffiziellen Weltmeisterschaft, wo sie aber gegen Jana Novotná chancenlos war. Am Saisonende wurde sie für das Comeback des Jahres ausgezeichnet. Pierce, die auf Platz 25 begonnen hatte, beendete die Saison auf Rang 7.

### 1998–1999: Solide Jahre
In den kommenden beiden Jahren spielte sie auf konstant gutem Niveau. 1998 gewann sie vier Titel, darunter erstmals die Gaz de France Open in Paris, bei denen sie im Endspiel Dominique van Roost bezwang. Auch besiegte sie sowohl Venus Williams als auch Monica Seles in Moskau und erreichte das Viertelfinale der Australian Open. In San Diego bezwang sie im Halbfinale abermals die Nummer eins der Welt, Martina Hingis. 1999 erreichte sie sowohl das Viertelfinale der Australian Open als auch der US Open. Allerdings musste sie nach dem Match gegen Lindsay Davenport die Enttäuschung verkraften, dass sie im dritten Satz Matchbälle vergab und am Ende mit 2:6, 6:3, 5:7 unterlag. Sie gewann mit einem Sieg über Sandrine Testud den Titel von Linz und erreichte vier weitere Endspiele, unter anderem in Rom und Hamburg. Beim Masters konnte sie gegen Anna Kurnikowa trotz eines 6:7-, 2:5-Rückstands doch noch gewinnen.

### 2000: Erneuter Höhepunkt
In Hilton Head besiegte sie 2000 auf dem Weg zum Titel nicht nur Jelena Dokić, sondern auch Sandplatzspezialistin Sánchez Vicario (6:1, 6:0) und die neunfache Grand-Slam-Siegerin Monica Seles (6:1, 6:1). Kurz darauf traf sie beim Grand-Slam-Turnier in Paris erneut auf Seles. Ihr gelang dabei ein viel beachteter Schlag, als sie aus dem Lauf heraus einen Ball durch die Beine als Lob über Seles hinwegspielte und den Punkt gewann. Im Halbfinale traf sie auf die Nummer eins, Martina Hingis, die die letzten sieben Partien gegen Pierce gewonnen hatte. Hingis konnte im zweiten Satz einen Matchball abwehren und den Durchgang gewinnen. Doch Pierce konnte am Ende mit 6:4, 5:7, 6:2 gewinnen und im Finale noch Conchita Martínez 6:2, 7:5 bezwingen und damit den zweiten Grand-Slam-Titel ihrer Karriere perfekt machen. Außerdem gewann sie auch die Doppelkonkurrenz an der Seite von Hingis. Aufgrund von Schulterproblemen bestritt sie in der Saison nur noch zwei Turniere. Bei den US Open gab sie gegen Anke Huber auf.

### 2001–2002: Verletzungspech
2001 litt Pierce unter andauernden Rücken- und Schulterproblemen, die sie acht Monate pausieren und über ein Karriereende nachdenken ließen. Ein Halbfinale in Canberra war ihr bestes Ergebnis. Am Ende der Saison stand sie nur noch auf Rang 130. 2002 wurde ihr Comeback in Australien von einer Bauchmuskelzerrung verhindert. Pünktlich zur Sandplatzsaison kam sie zurück, allerdings aufgrund der langen Pause völlig außer Form. In Rom kassierte sie die deutlichste Niederlage ihrer Karriere, ehe sie überraschend ins Viertelfinale der French Open vordrang. In Wimbledon beendete sie die Karriere von Sandrine Testud mit deren Zweitrundenniederlage. Nach einem zwischenzeitlichen Ranking von Platz 295 stand sie Ende 2002 wieder auf Platz 53.

### 2003–2005: Allmähliche Rückkehr an die Spitze
Gewichtsprobleme ließen Pierce ihren Trainingsplan umstellen und wieder vermehrt Doppel spielen. In ’s-Hertogenbosch erreichte sie mit Nadia Petrowa das Endspiel, ehe sie kurz darauf mit Rennae Stubbs in Los Angeles gewann und dabei auch die 46-jährige Martina Navrátilová mit ihrer 29 Jahre jüngeren Partnerin Swetlana Kusnezowa bezwang. Im Einzel schaffte sie es ins Achtelfinale von Wimbledon und New York sowie das Halbfinale von Filderstadt und Québec. Ende des Jahres spielte sie im Fed Cup und Frankreich holte zum zweiten Mal nach 1997 den Titel. 2004 begann Pierce die Saison beim Hallenevent in Paris, wo sie ihr erstes Finale nach fast vier Jahren erreichte. In ’s-Hertogenbosch gewann sie den ersten Rasentitel ihrer Karriere mit einem 7:6-, 6:2-Erfolg über Klára Zakopalová. Bei den Olympischen Spielen in Athen bezwang sie mit 6:4, 6:4 Venus Williams in der dritten Runde und in New York warf sie die frischgebackene Wimbledon-Siegerin Marija Scharapowa aus dem Turnier (4:6, 6:2, 6:3) und unterlag erst der späteren Turniersiegerin Swetlana Kusnezowa.
In der Saison 2005 schied Pierce in Melbourne gleich zum Auftakt aus und ein Viertelfinale in Indian Wells war der Höhepunkt der ersten Jahreshälfte. Bei den French Open rang sie dann in der dritten Runde Wera Swonarjowa mit 7:6, 7:5 nieder, im Achtelfinale Patty Schnyder, gegen die sie elf Matchbälle benötigte, um zu gewinnen. Im Viertelfinale gewann sie gegen die Nummer eins der Welt, Lindsay Davenport, und erreichte kurz darauf ihr fünftes Grand-Slam-Finale. Doch vor heimischer Kulisse unterlag sie Justine Henin mit 1:6, 1:6. Im Ranking wieder unter den ersten Fünfzehn, konnte sie in Wimbledon zum zweiten Mal ins Viertelfinale vorstoßen, wo sie Venus Williams unterlag. In der Mixed-Konkurrenz holte sie den Titel zusammen mit Mahesh Bhupathi. Danach gewann Pierce das Turnier in San Diego und sie erreichte bei den US Open nach Siegen über Justine Henin, Amélie Mauresmo und Jelena Dementjewa das Endspiel, das sie angeschlagen gegen Kim Clijsters 3:6, 1:6 verlor. Dennoch gelang ihr aufgrund ihrer Siege die Rückkehr unter die Top 10. In Moskau drehte Pierce einen 0:6-Rückstand im Tie-Break des dritten Satzes gegen Jelena Lichowzewa und gewann mit 7:5, 4:6, 7:6 (8:6). Zwei Tage später hielt sie den Siegerpokal für den 18. Karrieretitel in Händen. Zum Ende des Jahres nahm sie zum ersten Mal seit 1999 wieder am Masters teil. Dort besiegte sie Kim Clijsters (6:1, 4:6, 7:6), Jelena Dementjewa (6:2, 6:3) und Amélie Mauresmo (2:6, 6:4, 6:2) und erreichte ungeschlagen das Halbfinale, wo sie im Tiebreak die topgesetzte Lindsay Davenport bezwang. Doch im ersten rein französischen Endspiel zwischen ihr und Amélie Mauresmo unterlag sie ihrer Landsfrau in drei Sätzen mit 7:5, 6:7, 4:6.

### 2006–2007: Rückschläge und kein weiteres Comeback
2006 erreichte Pierce das Finale beim Hallenturnier in Paris, ehe sie wegen einer Fußgelenksverletzung pausieren musste. Im Sommer kehrte sie in San Diego zurück und erreichte das Viertelfinale sowie die dritte Runde der US Open. Ende Oktober beim WTA-Turnier in Linz im Zweitrundenspiel gegen Wera Swonarjowa zog sie sich einen Kreuzbandriss im linken Knie zu; zuvor hatte sie drei Matchbälle nicht nutzen können. Im Dezember ließ sie sich operieren, zu Beginn 2007 begann sie eine Physiotherapie in Vail. 2007 wurde während des French-Open-Turniers eine Straße im Stade Roland Garros ihr zu Ehren Allée Mary Pierce benannt.

## Erfolge

### Grand-Slam-Titel im Einzel
| Jahr | Turnier         | Finalgegnerin           | Ergebnis |
| ---- | --------------- | ----------------------- | -------- |
| 1995 | Australian Open | Arantxa Sánchez Vicario | 6:3, 6:2 |
| 2000 | French Open     | Conchita Martínez       | 6:2, 7:5 |

### Grand-Slam-Finalteilnahmen im Einzel
| Jahr | Turnier         | Turniersiegerin         | Ergebnis |
| ---- | --------------- | ----------------------- | -------- |
| 1994 | French Open     | Arantxa Sánchez Vicario | 4:6, 4:6 |
| 1997 | Australian Open | Martina Hingis          | 2:6, 2:6 |
| 2005 | French Open     | Justine Henin-Hardenne  | 1:6, 1:6 |
| 2005 | US Open         | Kim Clijsters           | 3:6, 1:6 |

### Grand-Slam-Titel im Doppel und Mixed
| Jahr | Turnier     | Partner/in      | Finalgegner/innen                   | Ergebnis |
| ---- | ----------- | --------------- | ----------------------------------- | -------- |
| 2000 | French Open | Martina Hingis  | Virginia Ruano Pascual Paola Suárez | 6:2, 6:4 |
| 2005 | Wimbledon   | Mahesh Bhupathi | Tetjana Perebyjnis Paul Hanley      | 6:4, 6:2 |

### Grand-Slam-Finalteilnahmen im Doppel
| Jahr | Turnier         | Partnerin      | Finalgegnerinnen           | Ergebnis      |
| ---- | --------------- | -------------- | -------------------------- | ------------- |
| 2000 | Australian Open | Martina Hingis | Lisa Raymond Rennae Stubbs | 4:6, 7:5, 4:6 |

### Einzeltitel WTA Tour
| Nr. | Datum              | Turnier          | Belag               | Finalgegnerin           | Ergebnis       |
| --- | ------------------ | ---------------- | ------------------- | ----------------------- | -------------- |
| 1.  | 14. Juli 1991      | Palermo          | Sand                | Sandra Cecchini         | 6:0 6:3        |
| 2.  | 23. Februar 1992   | Cesena           | Teppich (Halle)     | Catherine Tanvier       | 6:1, 6:1       |
| 3.  | 12. Juli 1992      | Palermo          | Sand                | Brenda Schultz          | 6:1, 6:7, 6:1  |
| 4.  | 1. November 1992   | San Juan         | Hartplatz           | Gigi Fernández          | 6:1, 7:5       |
| 5.  | 17. Oktober 1993   | Filderstadt      | Hartplatz (Halle)   | Natascha Swerawa        | 6:3, 6:3       |
| 6.  | 24. September 1995 | Tokio            | Hartplatz           | Arantxa Sánchez Vicario | 6:3, 6:3       |
| 7.  | 11. Mai 1997       | Rom              | Sand                | Conchita Martínez       | 6:4, 6:0       |
| 8.  | 15. Februar 1998   | Paris            | Teppich (Halle)     | Dominique Van Roost     | 6:3, 7:5       |
| 9.  | 12. April 1998     | Amelia Island    | Sand                | Conchita Martínez       | 6:7, 6:0, 6:2  |
| 10. | 25. Oktober 1998   | Moskau           | Teppich (Halle)     | Monica Seles            | 7:6, 6:3       |
| 11. | 31. Oktober 1998   | Luxemburg        | Teppich (Halle)     | Silvia Farina           | 6:0, 2:0 Aufg. |
| 12. | 31. Oktober 1999   | Linz             | Teppich (Hartplatz) | Sandrine Testud         | 7:6, 6:1       |
| 13. | 23. April 2000     | Hilton Head      | Sand                | Arantxa Sánchez Vicario | 6:1, 6:0       |
| 14. | 19. Juni 2004      | ’s-Hertogenbosch | Rasen               | Klára Koukalová         | 7:66, 6:2      |
| 15. | 7. August 2005     | San Diego        | Hartplatz           | Ai Sugiyama             | 6:0, 6:3       |
| 16. | 16. Oktober 2005   | Moskau           | Teppich (Halle)     | Francesca Schiavone     | 6:4, 6:3       |

## Turnierbilanz

### Einzel
Die Tabelle listet die Ergebnisse der Grand-Slam-Turniere, der Tour Championships, der Olympischen Spiele, des Fed Cups bzw. Billie Jean King Cups und der Turniere folgender Kategorien auf: 1990–2008: Tier I, 2009–2020: Premier Mandatory und Premier 5, ab 2021: WTA 1000.
| Turnier            | 1990 | 1991 | 1992 | 1993 | 1994 | 1995 | 1996 | 1997 | 1998 | 1999 | 2000 | 2001 | 2002 | 2003 | 2004 | 2005 | 2006 | Karriere |
| ------------------ | ---- | ---- | ---- | ---- | ---- | ---- | ---- | ---- | ---- | ---- | ---- | ---- | ---- | ---- | ---- | ---- | ---- | -------- |
| Australian Open    | —    | —    | —    | VF   | AF   | S    | 2    | F    | VF   | VF   | AF   | 3    | 1    | 2    | —    | 1    | 2    | 1 × S    |
| French Open        | 2    | 3    | AF   | AF   | F    | AF   | 3    | AF   | 2    | 2    | S    | —    | VF   | 1    | 3    | F    | —    | 1 × S    |
| Wimbledon          | —    | —    | —    | —    | —    | 2    | VF   | AF   | 1    | AF   | 2    | —    | 3    | AF   | 1    | VF   | —    | 2 × VF   |
| US Open            | Q3   | 3    | AF   | AF   | VF   | 3    | —    | AF   | AF   | VF   | AF   | —    | 1    | AF   | AF   | F    | 3    | 1 × F    |
| Tour Championships | —    | —    | —    | HF   | HF   | 1    | —    | F    | VF   | VF   | —    | —    | —    | —    | —    | F    | —    | 2 × F    |
| Chicago            | 1    |      |      |      |      |      |      |      |      |      |      |      |      |      |      |      |      | 1 × 1R   |
| Boca Raton         |      | —    | —    |      |      |      |      |      |      |      |      |      |      |      |      |      |      | —        |
| Indian Wells       |      |      |      |      |      |      |      | —    | —    | VF   | HF   | —    | —    | —    | —    | VF   | —    | 1 × HF   |
| Miami              | —    | AF   | 3    | —    | —    | —    | —    | —    | —    | AF   | 2    | —    | —    | —    | —    | —    | —    | 2 × AF   |
| Hilton Head Island | —    | —    | —    | —    | HF   | —    | AF   | —    | 2    | —    | S    |      |      |      |      |      |      | 1 × S    |
| Charleston         |      |      |      |      |      |      |      |      |      |      |      | AF   | AF   | VF   | 1    | 2    | —    | 1 × VF   |
| Rom                | —    | —    | 2    | AF   | AF   | HF   | —    | S    | AF   | F    | AF   | 1    | AF   | —    | 2    | AF   | —    | 1 × S    |
| Berlin             | —    | —    | —    | —    | AF   | VF   | AF   | F    | 2    | —    | —    | —    | 2    | 1    | 1    | AF   | —    | 1 × F    |
| San Diego          |      |      |      |      |      |      |      |      |      |      |      |      |      |      | 2    | S    | VF   | 1 × S    |
| Kanada             | —    | —    | —    | —    | HF   | VF   | AF   | AF   | 1    | HF   | —    | —    | 1    | 2    | AF   | —    | —    | 2 × HF   |
| Tokio              |      |      |      | 1    | —    | VF   | —    | —    | —    | —    | AF   | —    | —    | 1    | —    | —    | —    | 1 × VF   |
| München            |      |      |      |      |      |      |      |      | —    | VF   |      |      |      |      |      |      |      | 1 × VF   |
| Zürich             |      |      |      | —    | VF   | F    | —    | —    | VF   | HF   | —    | —    | —    | 1    | 1    | —    | 1    | 1 × F    |
| Philadelphia       |      |      |      | AF   | F    | AF   |      |      |      |      |      |      |      |      |      |      |      | 1 × F    |
| Moskau             |      |      |      |      |      |      |      | —    | S    | AF   | —    | —    | —    | —    | 1    | S    | —    | 2 × S    |
| Olympische Spiele  |      |      | 2    |      |      |      | 2    |      |      |      | —    |      |      |      | VF   |      |      | 1 × VF   |
| Fed Cup            |      |      |      |      |      | HF   | HF   | S    |      |      |      |      |      | S    |      | F    |      | 2 × S    |

Zeichenerklärung: S = Turniersieg; F, HF, VF, AF = Einzug ins Finale, Halb-, Viertel-, Achtelfinale; 1, 2, 3 = Ausscheiden in der 1., 2., 3. Haupt- / Finalrunde; Q1, Q2, Q3 = Ausscheiden in der 1., 2. 3. Qualifikationsrunde; RR = Round Robin (Gruppenphase); nicht ausgetragen oder andere Kategorie; PO (Playoff), P2 = Auf-/Abstiegsrunde zur Weltgruppe I/II im Fed Cup; W2, K1, K2, K3 = Teilnahme in der Weltgruppe II, Kontinentalgruppe I, II, III im Fed Cup.

## Spielweise
Mary Pierce spielte die Rückhand mit beiden Händen, Slice nur in der Not. Ihre Stärken waren ihr Aufschlag, den sie sowohl gerade als auch mit Slice und – im Damentennis ungewohnt – mit Kick spielen konnte. Sie kam hierbei durch die leicht verzögerte Ausholbewegung sehr gut aus den Beinen, was zusätzlich eine hohe Geschwindigkeit bewirkte. Ihre Rückhand war natürlicher als die Vorhand und genauso druckvoll, allerdings weniger fehleranfällig. Sie beherrschte eine hervorragende Rückhand longline. Eine ihrer besten Variationen war die Vorhand kurz cross. Am Netz zeigte sie ein solides Flugballspiel, wobei sie die geschlagenen Volleys den klassischen vorzog – sie gilt neben Andre Agassi und Monica Seles als Erfinderin dieses Schlages. Sie spielte sowohl Stoppbälle als auch halbhohe Schläge aus der Defensive. Sie war stets bemüht, die Ballwechsel zu diktieren, auch weil sie in Sachen Fitness und Beinarbeit Defizite hatte.

## Persönliches
1997 war Mary Pierce für anderthalb Jahre mit Mark Philippoussis liiert, danach vier Jahre lang mit dem amerikanischen Baseballprofi Roberto Alomar verlobt. Einfluss auf sie nahm Sven Groeneveld. Der Niederländer trainierte Pierce mehrere Male, unter anderem 1995 und 2003; er ist auch heute noch als ständiger Berater tätig. Im Laufe ihrer Karriere entwickelte Pierce engere Freundschaften mit Martina Hingis, Amélie Mauresmo, Conchita Martínez und Nathalie Dechy. 2019 wurde sie in die International Tennis Hall of Fame aufgenommen.